# 187-я танковая бригада
187-я танковая бригада — воинское подразделение Вооружённых Сил СССР в Великой Отечественной войне.
В составе действующей армии с 16.05.1942 по 15.07.1943 года.

## История бригады
Бригада сформирована в феврале-апреле 1942 года в городе Подольске, Московской области.
Участвовала в боях в составе 9-го танкового корпуса до февраля 1943 года.
В феврале-апреле 1943 года ведёт наступательные бои в Калужской области, на рубеже реки Жиздра, в частности, за село Заячья Гора.
15.07.1943 года переформирована в 187-й отдельный танковый полк.

## Полное название
187-я танковая бригада

## Подчинение
- Московский военный округ — на 01.04.1942 года
- Подчинение в составе корпуса смотри основную статью
- Западный фронт, 16-я армия — на 01.03.1943 года
- Западный фронт, 33-я армия — на 01.04.1943 года
- Западный фронт, фронтовое подчинение — на 01.05.1943 года

## Состав
- Управление бригады
- Рота управления
- Разведывательная рота
- 406-й танковый батальон
- 407-й танковый батальон
- Мотострелковый батальон
- Зенитный дивизион
- Ремонтно-восстановительная рота
- Автотранспортная рота
- Медико-санитарный взвод

## Командование
187-я танковая бригада
Командиры
- Куров, Иван Николаевич (с 01.02.1942 по 15.03.1943), подполковник
- Шутов, Степан Фёдорович (с 16.03.1943 по 15.07.1943), майор
- Колосов, Максим Васильевич, (12.10.1942 - 12.05.1943)генерал-майор т/в. Одновременно ид зам.командующего Северной ГВ ЗКФ.
- Климов, Василий Михайлович, (в мае 1943, врио) подполковник
- Станиславский, Иван Онуфриевич, (врио 06.06.1943 - 03.07.1943) подполковник

Заместители командира бригады по строевой части
- 00.04.1942 - 00.05.1942	Подковский Алексей Семёнович, подполковник

- 00.11.1942 - 08.05.1943	Тарасов Василий Дмитриевич, подполковник

Начальники штаба бригады
- Красницкий Виктор Волькович, (30.04.1942 - 25.12.1942) подполковник
- Климов, Василий Михайлович, (25.12.1942 - 00.07.1943) подполковник

Военные комиссары бригады, заместители командира бригады по политической части, Начальники политотдела.
- Корнев Пётр Васильевич, (19.03.1942 - 16.06.1943) ст. батальон. комиссар, с 23.11.1942 подполковник
- Савченко Иван Хрисанфович, (19.03.1942 - 16.06.1943) батальон. комиссар, с 21.08.1942 ст. батальон. комиссар, с 22.12.1942 подполковник
- Корнев Пётр Васильевич, (16.06.1943 - 15.07.1943) подполковник

Заместитель командира бригады по технической части (до 02.08.1944 - помощник командира по технической части)
- Штефан, (00.03.1942 -) майор